# Copa Roca
La Copa Roca fu una competizione calcistica istituita nel 1913 che vedeva come avversarie le squadre Nazionali di Argentina e Brasile. Nacque per iniziativa dell'ambasciatore argentino in Brasile ed appassionato di calcio Julio Roca.
Nel 2011 viene creata una competizione simile a questa chiamata Superclásico de las Américas.

## Albo d'oro
| 1914    | Brasile   | 27/09/1914 | Buenos Aires   | Argentina - Brasile 0-1 |
|         |           |            |                |                         |
| 1922    | Brasile   | 22/10/1922 | São Paulo      | Brasile - Argentina 2-1 |
|         |           |            |                |                         |
| 1923    | Argentina | 09/12/1923 | Buenos Aires   | Argentina - Brasile 2-0 |
|         |           |            |                |                         |
| 1939/40 | Argentina | 15/01/1939 | Rio de Janeiro | Brasile - Argentina 1-5 |
| 1939/40 | Argentina | 22/01/1939 | Rio de Janeiro | Brasile - Argentina 3-2 |
| 1939/40 | Argentina | 18/02/1940 | São Paulo      | Brasile - Argentina 2-2 |
| 1939/40 | Argentina | 25/02/1940 | São Paulo      | Brasile - Argentina 0-3 |
|         |           |            |                |                         |
| 1940    | Argentina | 05/03/1940 | Buenos Aires   | Argentina - Brasile 6-1 |
| 1940    | Argentina | 10/03/1940 | Buenos Aires   | Argentina - Brasile 2-3 |
| 1940    | Argentina | 17/03/1940 | Buenos Aires   | Argentina - Brasile 5-1 |
|         |           |            |                |                         |
| 1945    | Brasile   | 16/12/1945 | São Paulo      | Brasile - Argentina 3-4 |
| 1945    | Brasile   | 20/12/1945 | Rio de Janeiro | Brasile - Argentina 6-2 |
| 1945    | Brasile   | 23/12/1945 | Rio de Janeiro | Brasile - Argentina 3-1 |
|         |           |            |                |                         |
| 1957    | Brasile   | 07/07/1957 | Rio de Janeiro | Brasile - Argentina 1-2 |
| 1957    | Brasile   | 10/07/1957 | São Paulo      | Brasile - Argentina 2-0 |
|         |           |            |                |                         |
| 1960    | Brasile   | 26/05/1960 | Buenos Aires   | Argentina - Brasile 4-2 |
| 1960    | Brasile   | 29/05/1960 | Buenos Aires   | Argentina - Brasile 1-4 |
|         |           |            |                |                         |
| 1963    | Brasile   | 13/04/1963 | São Paulo      | Brasile - Argentina 2-3 |
| 1963    | Brasile   | 16/04/1963 | Rio de Janeiro | Brasile - Argentina 5-2 |

| Anno | Vincitore                                 | Squadra di casa | Risultato | Squadra in trasferta | Città          | Giorno      |
| ---- | ----------------------------------------- | --------------- | --------- | -------------------- | -------------- | ----------- |
| 1971 | Argentina (bandiera) · Brasile (bandiera) | Argentina       | 1-1       | Brasile              | Buenos Aires   | 28 luglio   |
| 1971 | Argentina (bandiera) · Brasile (bandiera) | Brasile         | 2-2       | Argentina            | Buenos Aires   | 31 luglio   |
| 1976 | Brasile (bandiera)                        | Argentina       | 1-2       | Brasile              | Buenos Aires   | 19 febbraio |
| 1976 | Brasile (bandiera)                        | Brasile         | 2-0       | Argentina            | Rio de Janeiro | 14 maggio   |